# Acilepis
Acilepis es un género de plantas fanerógamas perteneciente a la familia de las asteráceas. Comprende 12 especies descritas y de estas , 5 son sinónimos y el resto está en disputa su aceptación.

## Taxonomía
El género fue descrito por David Don y publicado en Prodromus Florae Nepalensis 169. 1825.

## Especies aceptadas
A continuación se brinda un listado de las especies del género Acilepis aceptadas hasta julio de 2012, ordenadas alfabéticamente. Para cada una se indica el nombre binomial seguido del autor, abreviado según las convenciones y usos.
- Acilepis aspera (Buch.-Ham.) H.Rob.
- Acilepis clivorum (Hance) H.Rob.
- Acilepis dalzelliana (J.R.Drumm. & Hutch.) H.Rob.
- Acilepis nantcianensis (Pamp.) H.Rob.
- Acilepis saligna (DC.) H.Rob.
- Acilepis spirei (Gand.) H.Rob.
- Acilepis squarrosa D.Don